# Thomas Liebich
Thomas Liebich (* um 1965) ist ein deutscher Architekt. Er ist im Gebiet der Bauinformatik tätig und maßgeblich an der Implementierung von Building Information Modeling (BIM) in Deutschland beteiligt.

## Leben
Liebich studierte ab 1984 Architektur an der Bauhaus-Universität Weimar. 1993 entwickelte er in seiner Dissertation Grundgedanken zur Arbeit mit Produktmodellen.
Seit 1996 ist er bei Buildingsmart aktiv. Er leitet die Entwicklung des BIM Datenstandards IFC, der als ISO 16739 international anerkannt ist und ist an der Buildingsmart Softwarezertifizierung beteiligt.
Ein Schwerpunkt seiner Arbeit ist die BIM-Beratung von Planungsbüros, Baufirmen, staatlichen und privaten Auftraggebern. Im Vordergrund steht die Umsetzung in BIM-Projektabwicklungsplänen und die anschließende Qualitätskontrolle der vereinbarten BIM-Leistungen, um Entscheidungen auf Basis belastbarer BIM-Daten treffen zu können.
Die Auswirkungen von BIM auf die Leistungsbilder und die Zusammenarbeitsmodelle der Planungsbeteiligten sind ein weiterer Schwerpunkt. Er gilt sowohl national als auch international als anerkannter BIM-Fachexperte und ist in mehreren Gremien zur Umsetzung von BIM tätig.
Seit 1997 ist Liebich geschäftsführender Gesellschafter der AEC3 Deutschland GmbH.

## Auszeichnungen
- 2024: Konrad-Zuse-Medaille für Verdienste um die Informatik im Bauwesen[5]

## Veröffentlichungen
- Wissensbasierter Architekturentwurf: von den Modellen des Entwurfs zu einer intelligenten Computerunterstützung. VDG, Verlag und Datenbank für Geisteswissenschaften, 1994, ISBN 978-3-929742-47-3.
- Mit Kerstin Hausknecht u. a.: Optimierung und Auswertung eines 3D-Gebäudedatenmodells (Basis IFC) für Facility Management. Fraunhofer IRB Verlag 2013, ISBN 978-3-8167-9066-2.
- Mit Sieglinde Hieke u. a.: Modellbasierter Datenaustausch von alphanumerischen Gebäudebestandsdaten (nach BFR Bestand) mit der produktneutralen Schnittstelle Industry Foundation Classes (IFC). ISBN 978-3-8167-9074-7.
- Mit Kerstin Hausknecht: BIM-Kompendium: Building Information Modeling als neue Planungsmethode. Fraunhofer IRB Verlag 2016, ISBN 978-3-8167-9489-9.